# Wittower Fähre

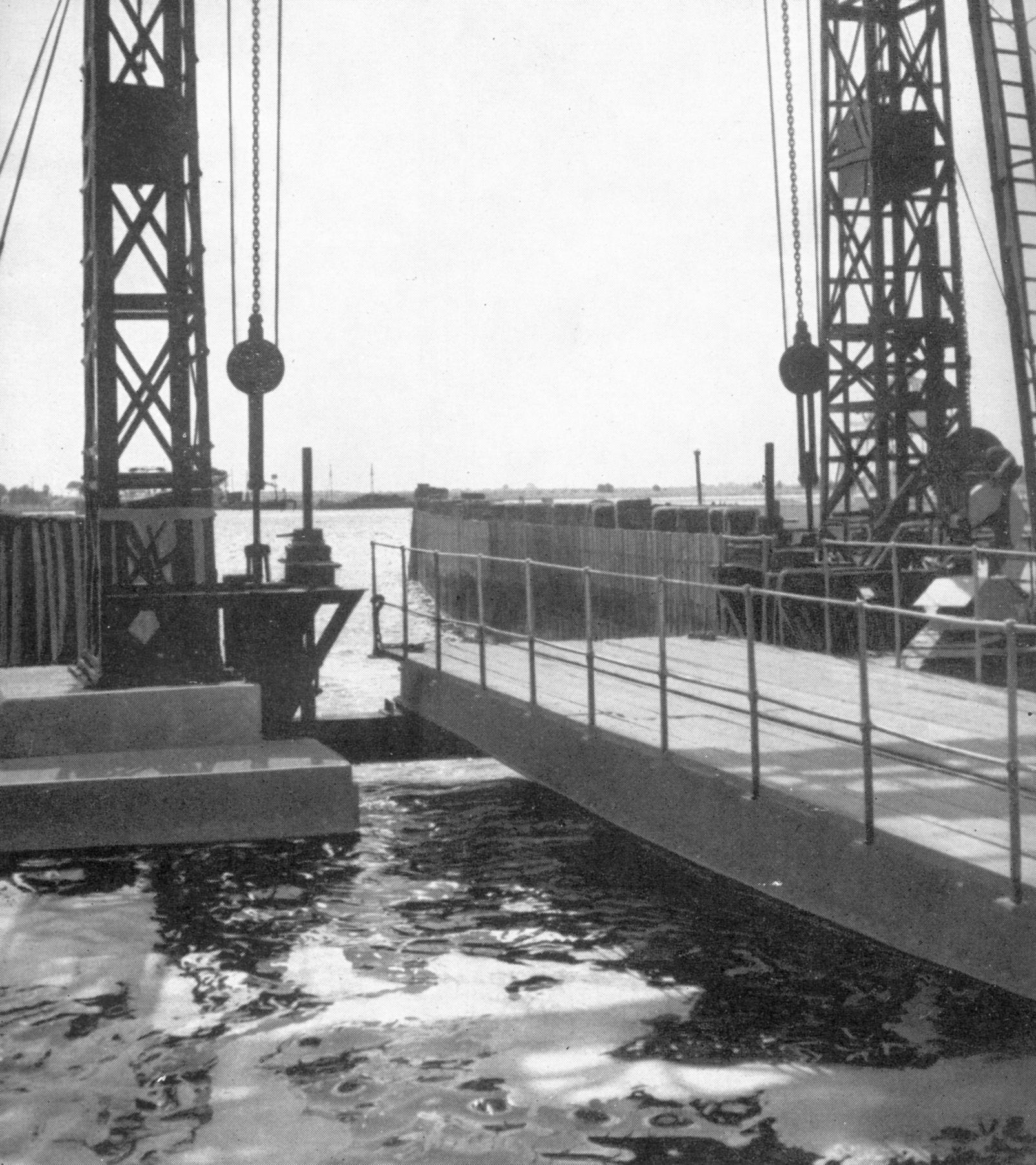
Wittower Fähre, Fährbrücke von 1960, 1968 stillgelegt

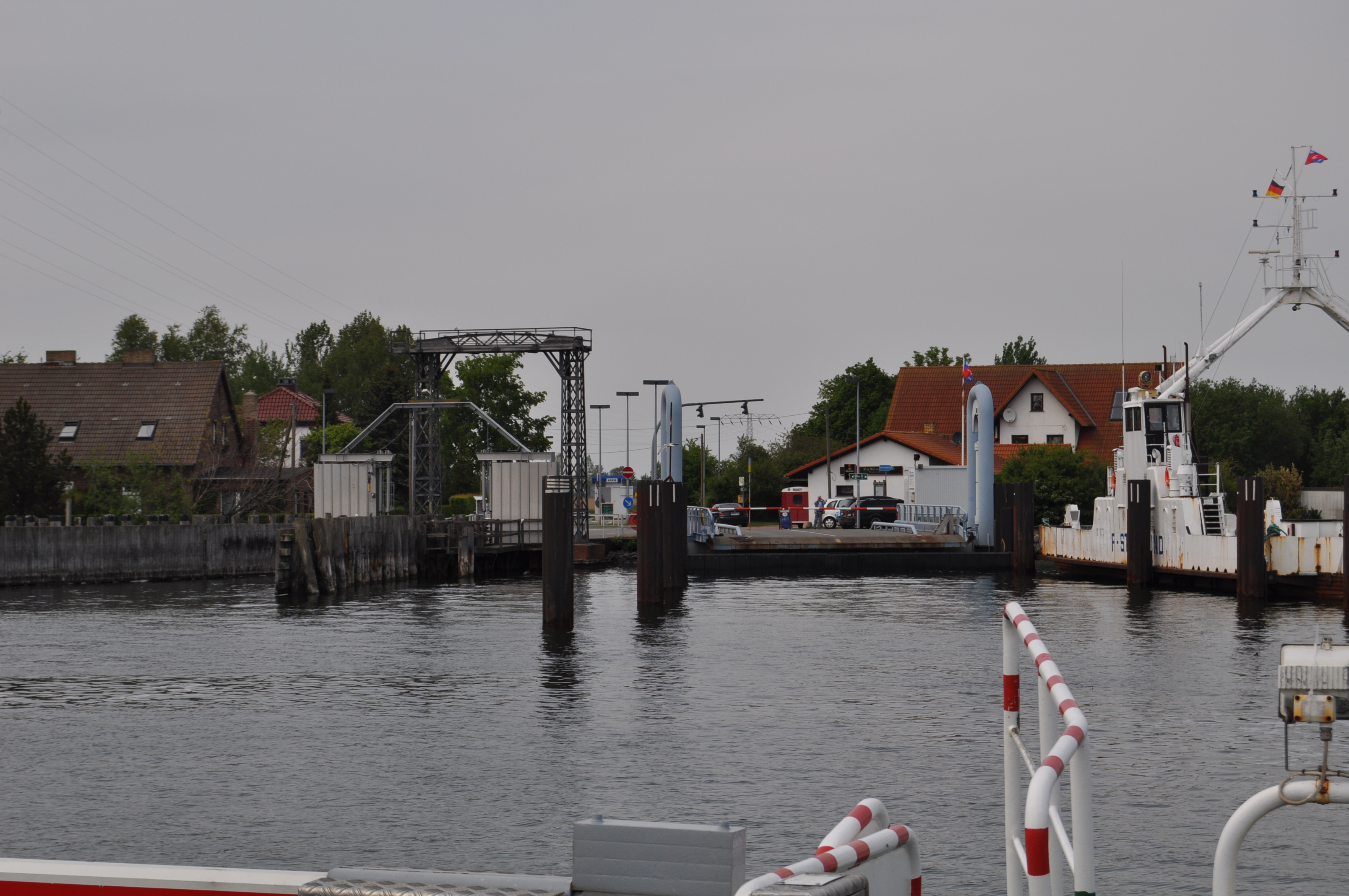
Anleger Fährhof der Wittower Fähre – links das alte Fährbett (Denkmal), Mitte neuer Anleger, rechts Fährschiff Stralsund

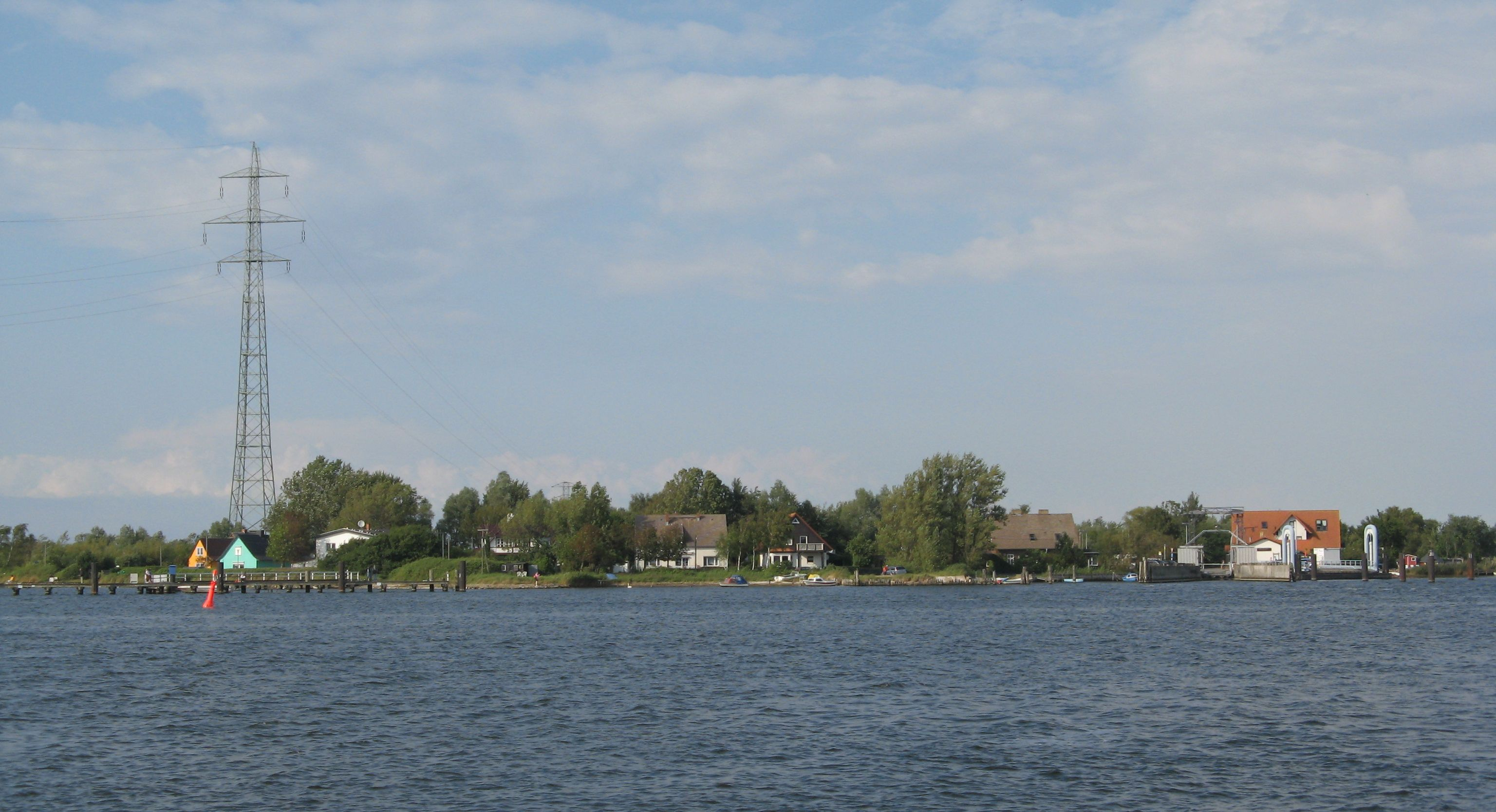
Wieker Ortsteil Wittower Fähre

Die Wittower Fähre ist eine Fährverbindung für Fußgänger und Fahrzeuge (bis zu einer jeweils zulässigen Gesamtmasse von 30 t) vom Kernland der Insel Rügen, dem Muttland, zur Halbinsel Wittow im Norden. Sie gab auch dem Ortsteil Wittower Fähre der Gemeinde Wiek ihren Namen. Dieser liegt am Rassower Strom an der spitz auslaufenden Landzunge zwischen Wieker Bodden und Breetzer Bodden am nördlichen Ufer. Am südlichen Ufer befindet sich der Fähranleger zwischen den Ortsteilen Vaschvitz und Fischersiedlung der Gemeinde Trent.
Wenn in strengen Wintern die Wasserflächen der Bodden zufrieren, bleiben an dieser zirka 350 m breiten Engstelle durch die Strömung vom und zum Großen Jasmunder Bodden die letzten Wasserstellen offen und bieten dann vielen Wasservögeln Zuflucht.
Die beiden alten Anleger der Fähre am Nord- und Südufer sind erhalten geblieben und stehen unter Denkmalschutz.

## Historisches
Schon im Mittelalter war es üblich, in diesem Bereich mit Booten überzusetzen. Aufgrund der zerklüfteten Küstenlinien Rügens waren die Umwege sonst erheblich. Auch den Damm zwischen dem Großen Jasmunder Bodden und dem Kleinen Jasmunder Bodden bei Lietzow gibt es erst seit 1868, so dass zuvor auf dem Landweg bis zur Schmalen Heide (Prora) ausgewichen werden musste.
Im Rahmen des Baus der Rügenschen Kleinbahn (RüKB) wurde um 1895 der Bau einer festen Querung in Form eines Dammes oder einer Brücke diskutiert. Finanzierungsprobleme, zweifelhafter wirtschaftlicher Nutzen und der Naturschutz führten dazu, dass dieses Projekt nicht umgesetzt wurde.
Erst mit der Eröffnung der 37,9 km langen 750-mm-Schmalspurbahnstrecke Bergen–Trent–Wittower Fähre–Wiek–Altenkirchen der Rügenschen Kleinbahn (RüKB) am 21. Dezember 1896 setzte ein leistungsfähiger und regelmäßiger Fährverkehr ein. Die beiden Fährschiffe Wittow und Bergen, die 1896 bzw. 1911 in Stettin gebaut wurden, trajektierten jahrzehntelang jeweils drei Wagen oder (bei Bedarf) eine Dampflokomotive, wobei in der Regel nur Güterwagen übergesetzt wurden, Personen mussten umsteigen.
Am 10. September 1968 wurde der Streckenabschnitt Wittower Fähre (Fährhof)–Altenkirchen stillgelegt, und die Schiffe transportierten von nun an nur noch Fußgänger und Straßenfahrzeuge. Damit war diese einzigartige Kleinbahnfähre Geschichte. Am 19. Januar 1970 wurde auch der Streckenabschnitt Bergen–Wittower Fähre stillgelegt. Die Fährschiffe und Anlagen wurden daraufhin an die „Weiße Flotte“ übertragen.
Abweichend von den realen Namen der heutigen Ortsteile hieß der Bahnhof am Nordufer „Fährhof“ und der am Südufer „Wittower Fähre“.
Beide Schiffe versahen bis 1994 bzw. 1996 ihren Dienst, die Bergen wurde nach anfänglichem Wunsch der Erhaltung im Technikmuseum Prora 1997 abgewrackt, die Wittow lag noch bis 2005 am alten „Trichter“, dem ursprünglichen Anleger des Fährhafens, und sollte dann in Barth zu einem Museumscafé umgebaut werden, wozu sie neben das Museum in der ehemaligen Zuckerfabrik am Barther Hafen an Land gesetzt wurde. 2012 wurde das Schiff an den „Förderverein zur Erhaltung der Rügenschen Kleinbahnen e.V.“ verkauft. Seitdem wird die Wittow betriebsfähig aufgearbeitet.
1996 wurde ein neues Fährschiff „Wittow“ in Dienst gestellt, nachdem auch modernere und breitere Fähranleger gebaut worden waren.

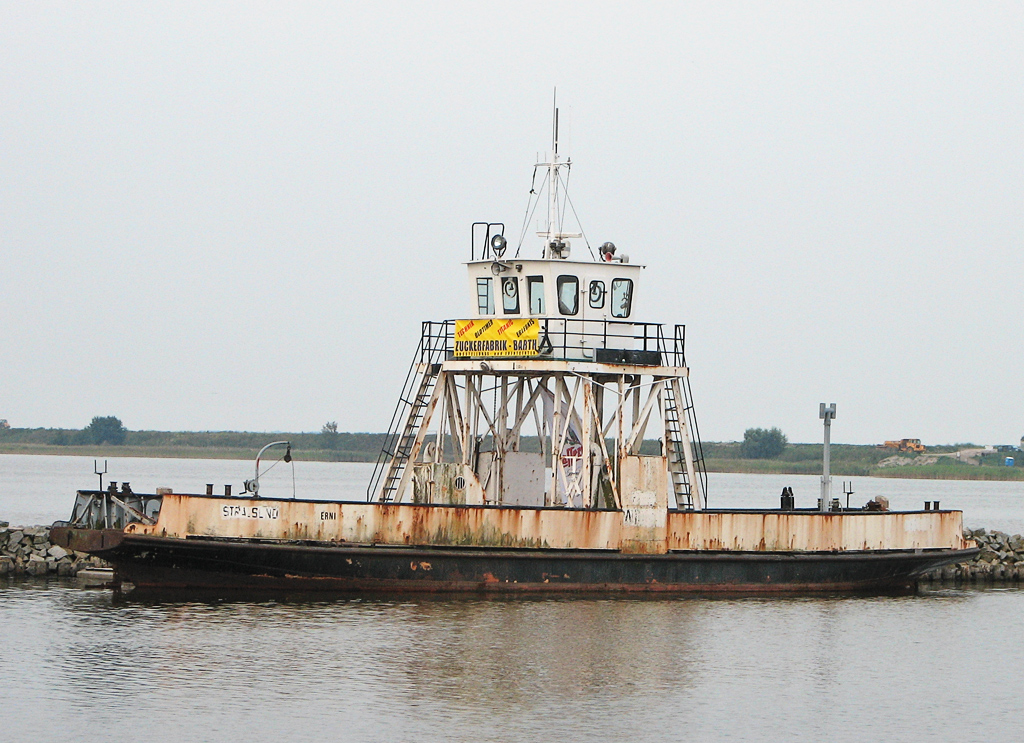
Das alte Fährschiff Wittow im Barther Hafen im September 2005
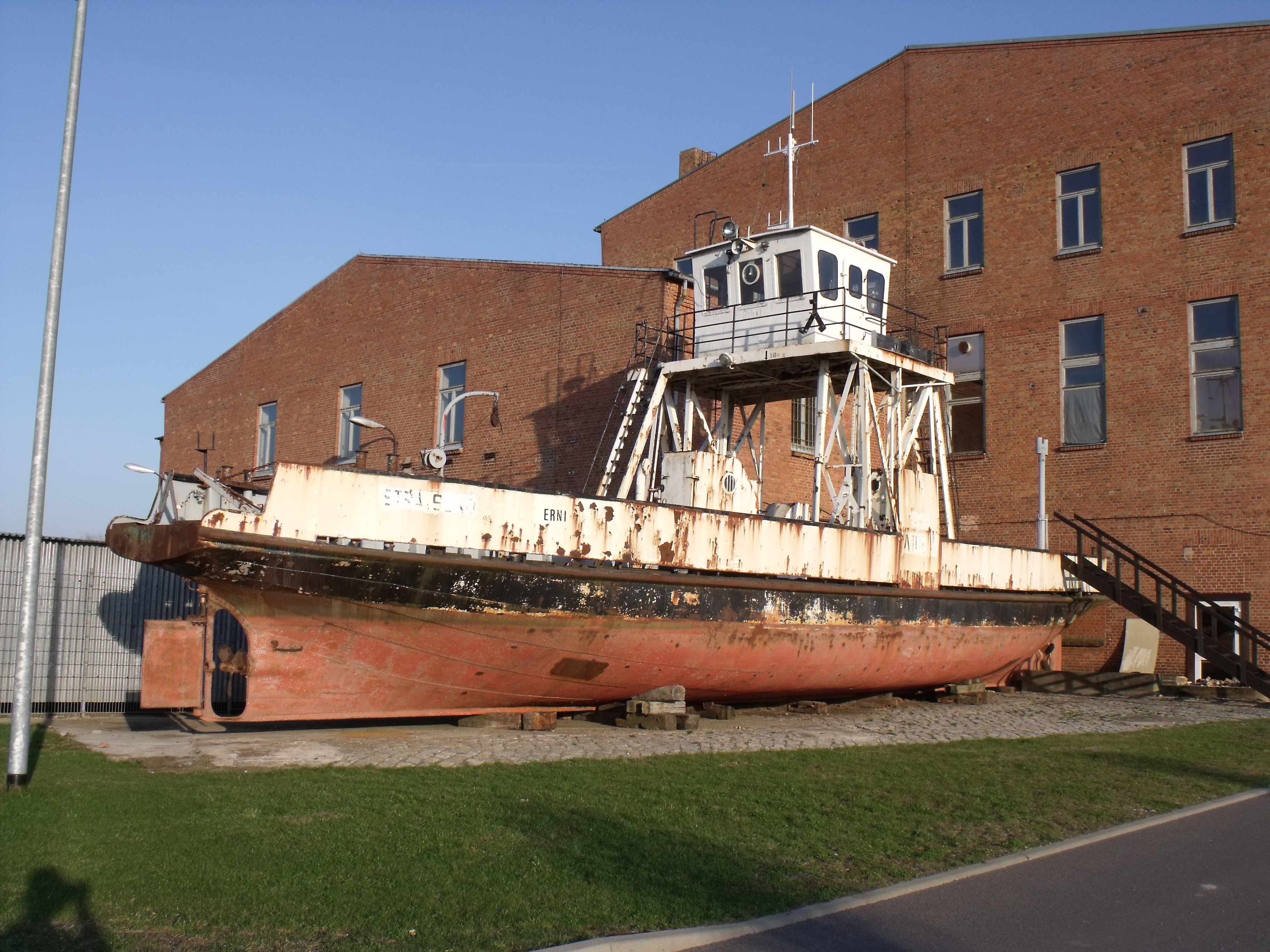
Das alte Fährschiff Wittow in Barth, nun an Land (April 2010)
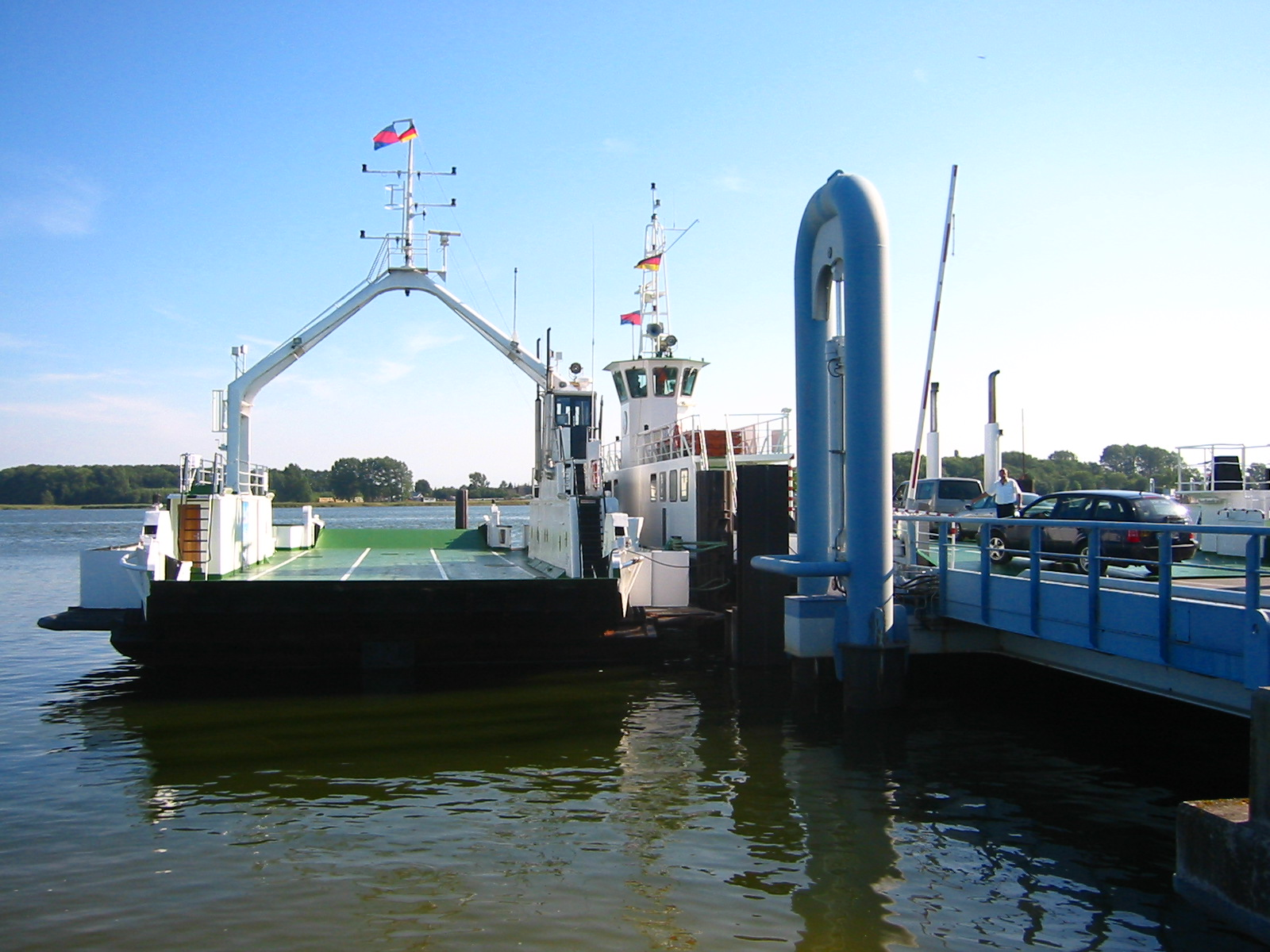
Fährschiff Stralsund in Wittower Fähre
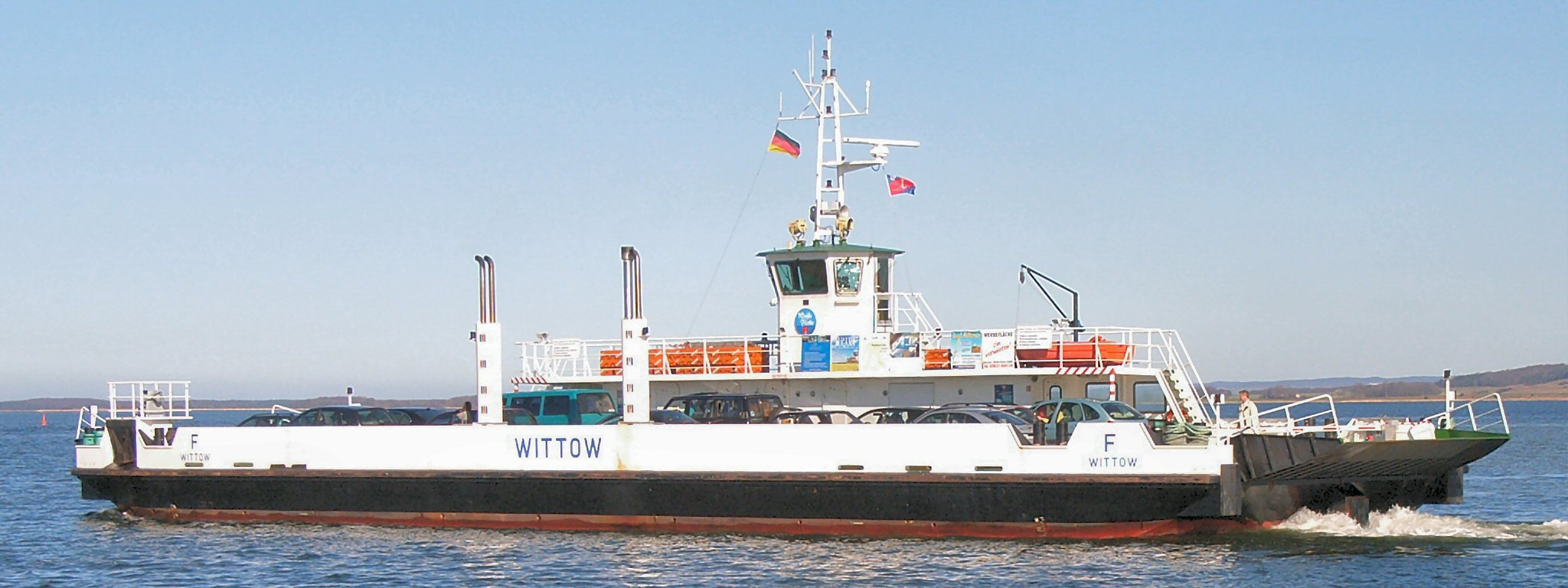
Das neue Fährschiff Wittow – Baujahr 1996

## Weitere Infrastruktur
An der Wittower Fähre überquert eine 110-kV-Freileitung zum Umspannwerk Bohlendorf auf zwei je 95 Meter hohen Masten die Engstelle mit einer Spannweite von 840 Metern.